# Izbat al-Busa
Izbat al-Busa (arab. عزبة البوصة) – miejscowość w Egipcie, w muhafazie Kina. W 2006 roku liczyła 11 296 mieszkańców.